# 萧茂普
萧茂普（1949年1月—），男，江西广丰人，中华人民共和国政治人物。

## 生平
1969年10月加入中国共产党，曾任大队党总支副书记，公社党委组织委员、县革委组织组干事，共青团江西省委干事，中共江西省委组织部干事、干部一处副处长，中共宜春地委委员、地委组织部部长兼地委村级建设办公室主任。1993年5月，任中共赣州地委副书记，1999年7月，任中共赣州市委副书记。1999年12月，当选中共鹰潭市市委书记。后转任江西省农业厅党委书记。